# Alfred Vallette
Alfred Vallette (Parigi, 1858 – 1935) è stato un letterato francese.
Fondò nel 1890 il Mercure de France, rivista letteraria di ispirazione simbolista.
Sua moglie, la scrittrice Rachilde, lo sostenne e lo aiutò in ogni occasione.